# 保定城墙
保定城墙，位于中国河北省保定市。1950年起，保定城墙逐步拆除，现仅余南城墙的一段，长约545米，位于南市区天威中路动物园北侧。1984年6月，保定城墙列为保定市市级文物保护单位。
	

## 建筑构成
保定城墙周长12公里，高11.7米，上宽5米，下宽11.7米。设有4个城门：东为望瀛门，南为迎薰门，西为瞻岳门，北为拱极门。

## 历史
北魏太和元年（477年）置清苑县，治所为今保定市区，保定城邑始现雏形。北宋淳化三年（992年），李继宣知保州，修筑城池并竣工。明代初期1402年，都督孟善主持加固保定府城墙，在土墙外包以砖石，使之更为坚固。
1948年11月，解放军占领保定，此时保定城墙仍基本完整。1950年，拆除瓮城；1952年至1954年，拆除东、南、北面城墙；1956年，西面城墙开始拆除。

## 保护
1984年6月，保定城墙列为第一批保定市文物保护单位。